# 129 (število)
129 (stó devétindvájset) je naravno število, za katero velja 129 = 128 + 1 = 130 - 1.

## V matematiki
- sestavljeno število.
- polpraštevilo.
- 129 je vsota prvih desetih praštevil: 129 = 2 + 3 + 5 + 7 + 11 + 13 + 17 + 19 + 23 + 29.
- 129 lahko zapišemo kot vsoto kvadratov treh števil na štiri načine: {\displaystyle 129=11^{2}+2^{2}+2^{2}=10^{2}+5^{2}+2^{2}=8^{2}+8^{2}+1^{2}=8^{2}+7^{2}+4^{2}\,\!}.

## Drugo

### Leta
- 129 pr. n. št.
- 129, 1129, 2129